# Семиченское сельское поселение
Семи́ченское се́льское поселе́ние — муниципальное образование в составе Котельниковского района Волгоградской области.
Административный центр — хутор Семичный.

## История
Семиченское сельское поселение образовано 14 марта 2005 года в соответствии с Законом Волгоградской области № 1028-ОД.

## Население
| 2010 | 2012 | 2013 | 2014 | 2015 | 2016 | 2017 |
| ---- | ---- | ---- | ---- | ---- | ---- | ---- |
| 958  | ↘946 | ↘937 | ↘930 | ↘929 | ↘912 | ↗915 |
| 2018 | 2019 | 2020 | 2021 |      |      |      |
| ↘881 | ↘864 | ↘831 | ↘822 |      |      |      |

## Состав сельского поселения
| № | Населённый пункт | Тип населённого пункта        | Население |
| - | ---------------- | ----------------------------- | --------- |
| 1 | Васильевский     | хутор                         | 28        |
| 2 | Семичный         | хутор, административный центр | ↗930      |